# Tipula (Savtshenkia) graciae
Tipula (Savtshenkia) graciae is een tweevleugelige uit de familie langpootmuggen (Tipulidae). De soort komt voor in het Nearctisch gebied.